# Notburga-Museum

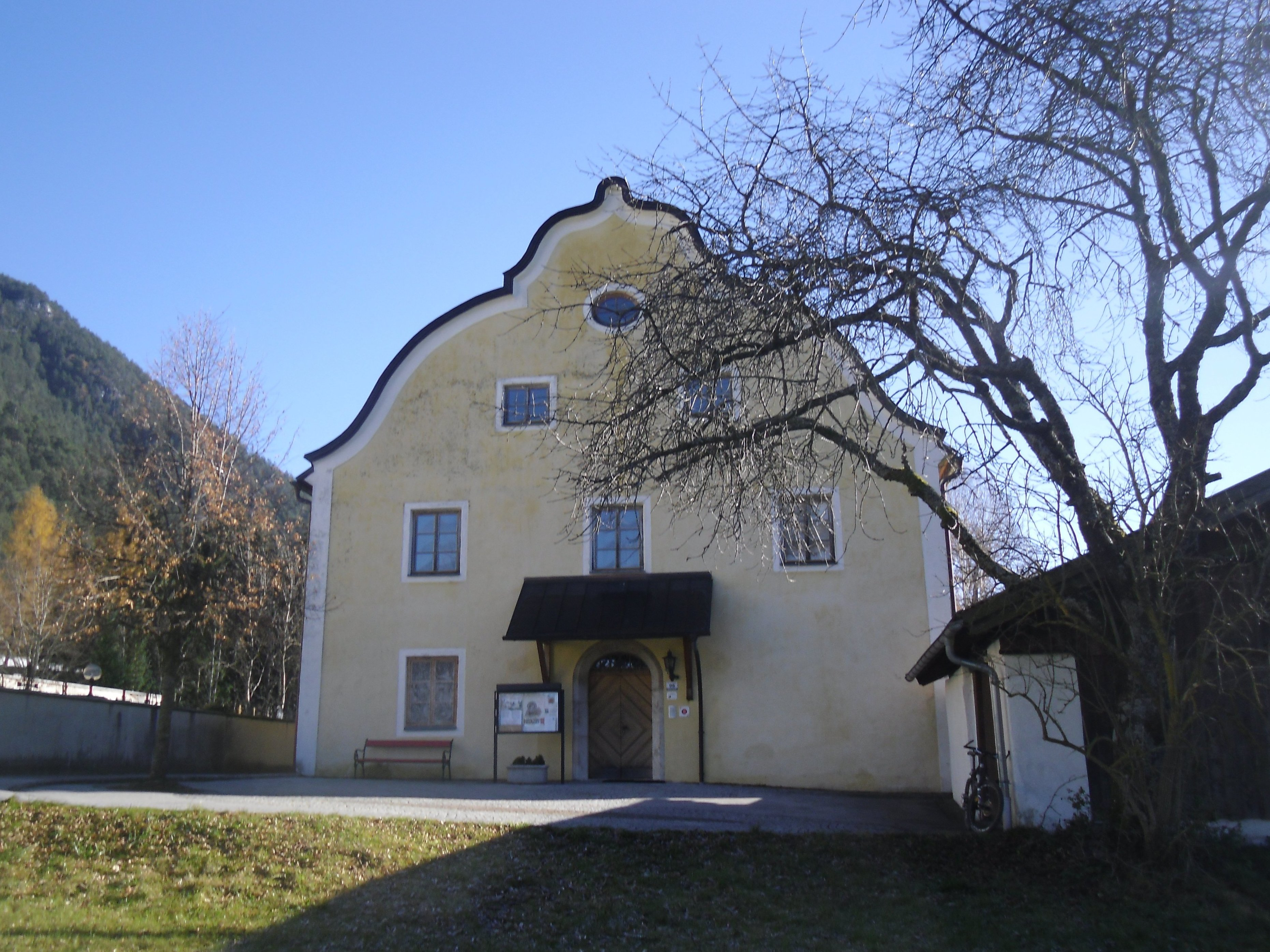
Notburga-Museum im ehemaligen Pfarrhof

Das Notburga-Museum im ehemaligen Pfarrhof in der Gemeinde Eben am Achensee in Tirol dokumentiert die Lebensgeschichte der Notburga von Rattenberg.

## Geschichte
2003 fasste die Pfarre den Entschluss zur Museumsgründung. Anschließend wurden die Objekte in Zusammenarbeit mit dem Tiroler Kunstkataster wissenschaftlich inventarisiert und restauriert. 2004 öffnete das Museum. Museumsbetreiber ist die Pfarre St. Notburga. Unterstützung erhält sie vom Bundesdenkmalamt (Abteilung Museen), von Bibliotheken, dem Landeskonservatorat Tirol sowie vom Land Tirol (Abteilung Kultur) und der Gemeinde Eben. Der Großteil der Schauobjekte befindet sich im Eigentum der Pfarre. Einige Leihgaben vervollständigen die Schausammlung.
Das Museum erhielt den Tiroler Museumspreis 2006 mit der Begründung, das Museum setze sich unter dem Motto „Verehrung einer couragierten Frau als Heilige im Wandel der Zeit“ als einziges Museum in Österreich mit der Lebensgeschichte einer Heiligen auseinander und erfülle in hohem Maße die Voraussetzungen für ein modernes Museum.

## Themenbereiche
Die Themenbereiche der Ausstellung umfassen Legende und historische Wahrheit, die Situation des unterprivilegierten Hauspersonals, Notburga als Adressatin in allen Nöten des Lebens sowie Kunst und Kunsthandwerk im Zusammenhang mit der Heiligenverehrung. Sie werden in sieben Räumen dargestellt.

## Ehemaliger Pfarrhof
Das ehemalige Pfarrhof (Widum) mit einem geschweiften Giebel steht unmittelbar hinter der Kirche zur Hl. Notburga und wurde in der 2. Hälfte des 18. Jahrhunderts nach Plänen von Jakob Singer erbaut. Mit der Pfarr- und Wallfahrtskirche sowie dem Messnerhaus stellt das Museumsgebäude ein bemerkenswertes Ensemble barocker Baukunst dar.